# 산성로 (대전)
산성로(Sanseong-ro)는 대전광역시 중구 산성동에서 문화동까지 이르는 대전광역시도로, 총 연장은 1.610 km이다. 이름이 유래된 것은 행정 구역명을 이용하여 명명되었고, 형식적으로는 대전광역시도 제31호선으로 구성되어 있다.

## 역사
- 2010년 2월 26일 : 도로명으로 산성로를 고시

## 주요 경유지
- 중구
  - 산성동 - 문화2동 - 문화1동

## 접촉하는 도로
- 보문산로
- 당디로
- 천근로
- 문화로

## 주요 건물 및 시설
- 성심프라임 (산성로 16/산성동 297-6)
- 대전서부소방서 산성119안전센터 (산성로 59/문화동 784)
- 중구보건소 (산성로 63/문화동 785)
- 충남기계공업고등학교 (산성로 154/문화동 391)